# Les Courses à Longchamp
 (août 2020).
Si vous disposez d'ouvrages ou d'articles de référence ou si vous connaissez des sites web de qualité traitant du thème abordé ici, merci de compléter l'article en donnant les références utiles à sa vérifiabilité et en les liant à la section « Notes et références ».
Les Courses à Longchamp est un tableau réalisé par le peintre Édouard Manet en 1867. La toile représente une course hippique se déroulant au bois de Boulogne, à l'emplacement de l'actuel hippodrome de Longchamp à Paris.
Cette toile est particulièrement novatrice, dans la mesure où les chevaux sont représentés non de profil mais de face, comme si le peintre se trouvait au beau milieu de la piste. Le tableau, ainsi, apparaît impressionniste dans tous les sens du terme.